# Shapley (cráter)
Shapley es un cráter de impacto lunar que se encuentra en el borde sur del Mare Crisium. Fue previamente designado Picard H antes de recibir su nombre actual por decisión de la UAI. Curiosamente, el cráter Picard se encuentra a unos 150 kilómetros al norte-noroeste a través del Mare Crisium. Algo más cerca de este cráter se hallan Tebbutt al oeste, y Firmicus al este-sureste.
|  |

Este cráter es aproximadamente circular, pero parece algo ovalado cuando se ve desde la Tierra debido al escorzo. La pared interior es ligeramente más ancha en la mitad sur, y la cresta externa está unida a otra cresta que se dirige al sur y luego al sureste. El suelo interior tiene un matiz oscuro que coincide con el del mar lunar adyacente, con un albedo menor que el terreno situado al sur. Posee un pico central de escasa altura cerca del punto medio de la plataforma central.